# Моралес, Рамон
Рамо́н Мора́лес Иге́ра (исп. Ramón Morales Higuera; 10 октября 1975, Ла-Пьедад, Мичоакан) — мексиканский футболист, полузащитник. Выступал за «Монтеррей», «Гвадалахару» и Эстудиантес Текос. С 2001 по 2007 год играл за национальную сборную. Провёл в её составе 64 матча и забил 6 голов.
Его младший брат Карлос также футболист, выступает за клуб «Монаркас Морелия».

## Карьера

### Клубная
Рамон Моралес воспитанник «Монтеррея». С 1995 года играл за взрослую команду. Провёл в её составе 84 матча, забив 3 гола. В 1999 перешёл в «Гвадалахару». За «Чивас» Моралес играл 11 лет, и за это время принял участие в 373 матчах и забил в них 60 голов. В январе 2010 года заявил о завершении карьеры, но в июле вернулся и подписал годовой контракт с «Эстудиантес Текос».

### Международная
Дебютировал в сборной 12 июля 2001 года в товарищеском матче против Бразилии. На чемпионате мира 2002 года сыграл 4 матча. В 2004 году принимал участие в Кубке Америки. На том турнире забил один мяч — в ворота Аргентины, который стал победным. В 2005 году на Кубке конфедераций отыграл все 4 встречи. На ЧМ 2006 сыграл 2 матча. В 2007 играл на Золотом кубке КОНКАКАФ и Кубке Америки. На первом занял второе место, на втором третье.
Всего за национальную команду с 2001 по 2007 год провёл 64 матча и забил 6 мячей.

## Достижения
«Гвадалахара»
- Чемпион Мексики: Апертура 2006